# Andreaskirche (Firrel)

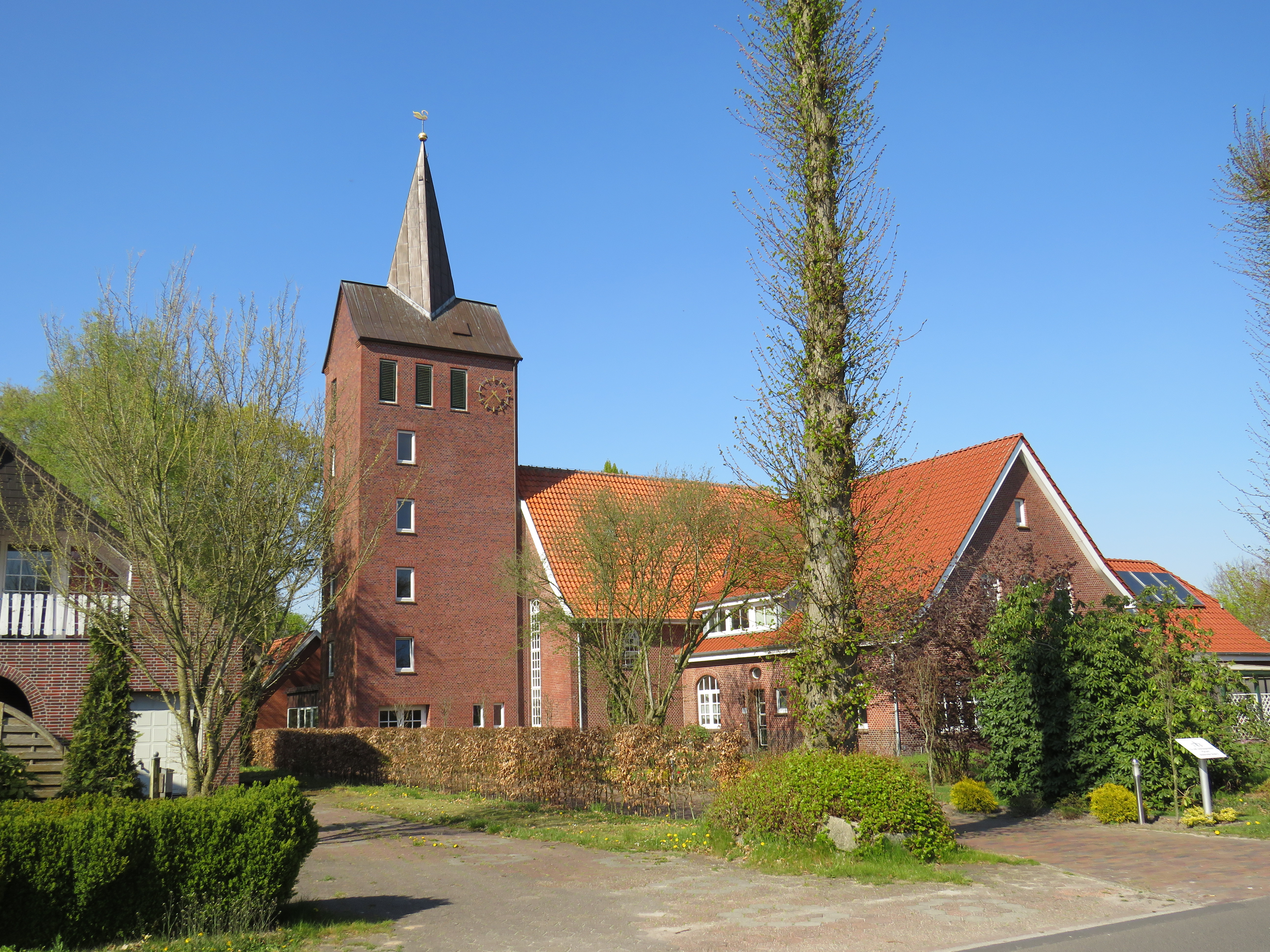
Andreaskirche Firrel

Die evangelisch-lutherische Andreaskirche befindet sich in Firrel, eine Gemeinde in der Samtgemeinde Hesel im ostfriesischen Landkreis Leer in Niedersachsen. Sie wurde in den Jahren 1906/07 errichtet.

## Geschichte

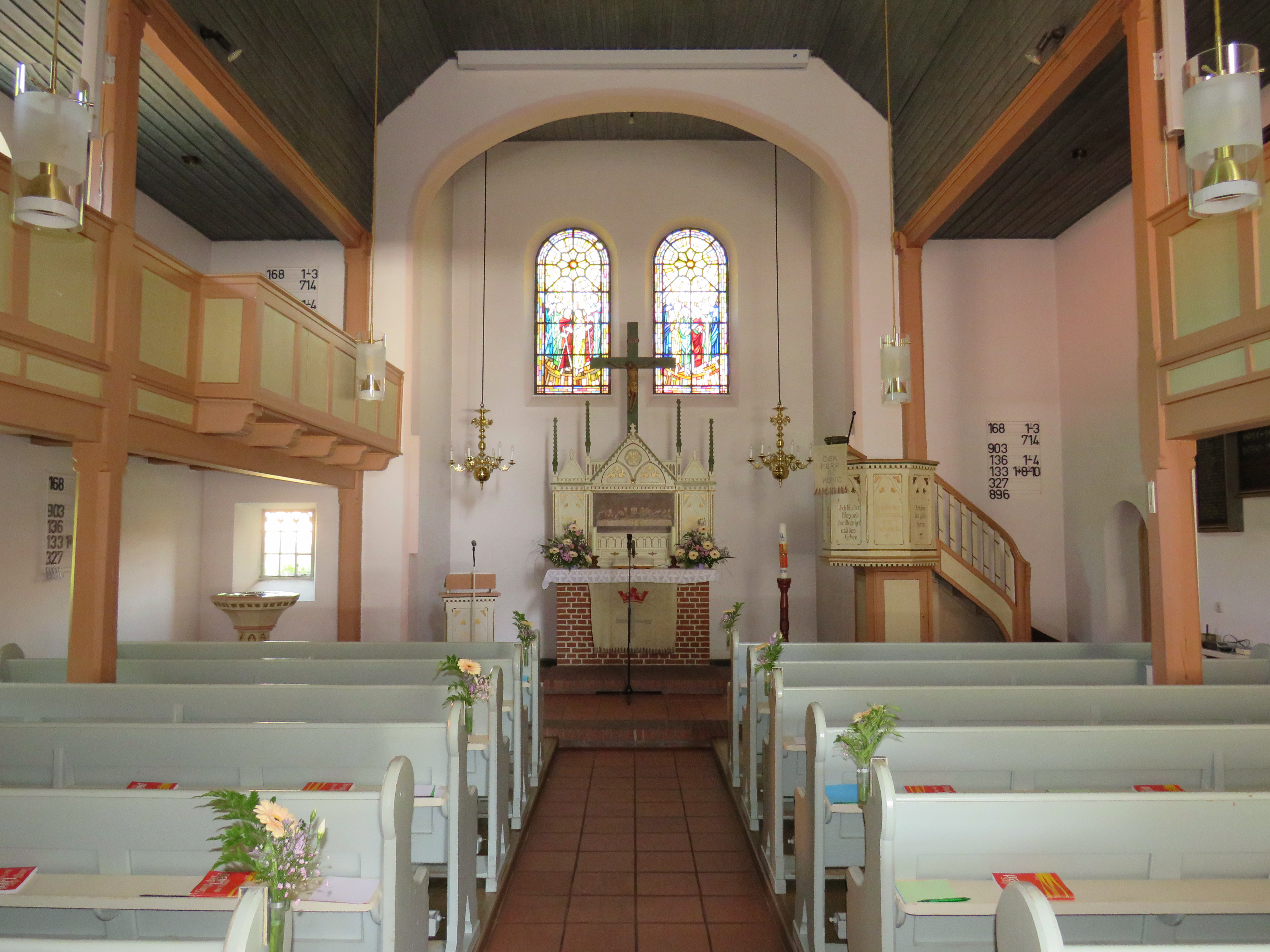
Innenansicht

Firrel wurde in der zweiten Hälfte des 18. Jahrhunderts gegründet. In kirchlicher Hinsicht war das Dorf der Kirchengemeinde Hesel zugeordnet. Im Jahr 1899 wurde eine eigenständige Kirchengemeinde gegründet, die ihre Gottesdienste zunächst in der Schule abhielt. Für den Bau eines eigenen Gotteshauses fehlte zunächst das Geld. Über eine Haussammlung in ganz Ostfriesland erwirtschaftete die Gemeinde schließlich die benötigten finanziellen Mittel, so dass sie im Jahr 1906 mit dem Bau des Gotteshauses nebst angeschlossenen Pfarrhaus beginnen konnte. Die Kirche wurde nach einem Bauplan errichtet der im königlichen Ministerium in Hannover ausgearbeitet worden war. Den Bau führte die Firma Arend Trauernicht (Spetzerfehn) aus. Im Jahr 1907 waren die Arbeiten abgeschlossen, so dass die Kirche am 26. Mai 1907, dem Sonntag Trinitatis, eingeweiht werden konnte. In den Jahren 1954 und 1985 wurde die Kirche renoviert.
Der Kirchturm wurde erst 1962 errichtet. In ihm finden vier übereinanderliegende Gruppenräume Platz. Im Dachgeschoss befinden sich die vier Glocken, drei aus dem Erbauungsjahr des Turms sowie eine aus dem Jahr 1834. Sie hing früher als Stundenglocke im Turm der Firreler Schule. Im Jahr 1998 erhielt der Kirchturm eine neue Spitze mit einem Schwan als Wetterfahne. Dieser entspringt einer lutherischen Tradition an der Küste. Sie geht zurück auf die Legende um den tschechischen Reformator Johannes Hus (Hus bedeutet tschechisch Gans). Er wurde 1415 auf dem Konzil zu Konstanz zum Tode verurteilt. Vor seiner Verbrennung als Ketzer soll er geäußert haben: „Heute bratet ihr eine Gans, aber aus der Asche wird ein Schwan entstehen“. Später brachte man dies mit Luther in Zusammenhang und machte deshalb den Schwan zu dessen Symbol.
Im Jahr 1999 wurde dem Gotteshaus der Name Andreas-Kirche verliehen.

## Ausstattung

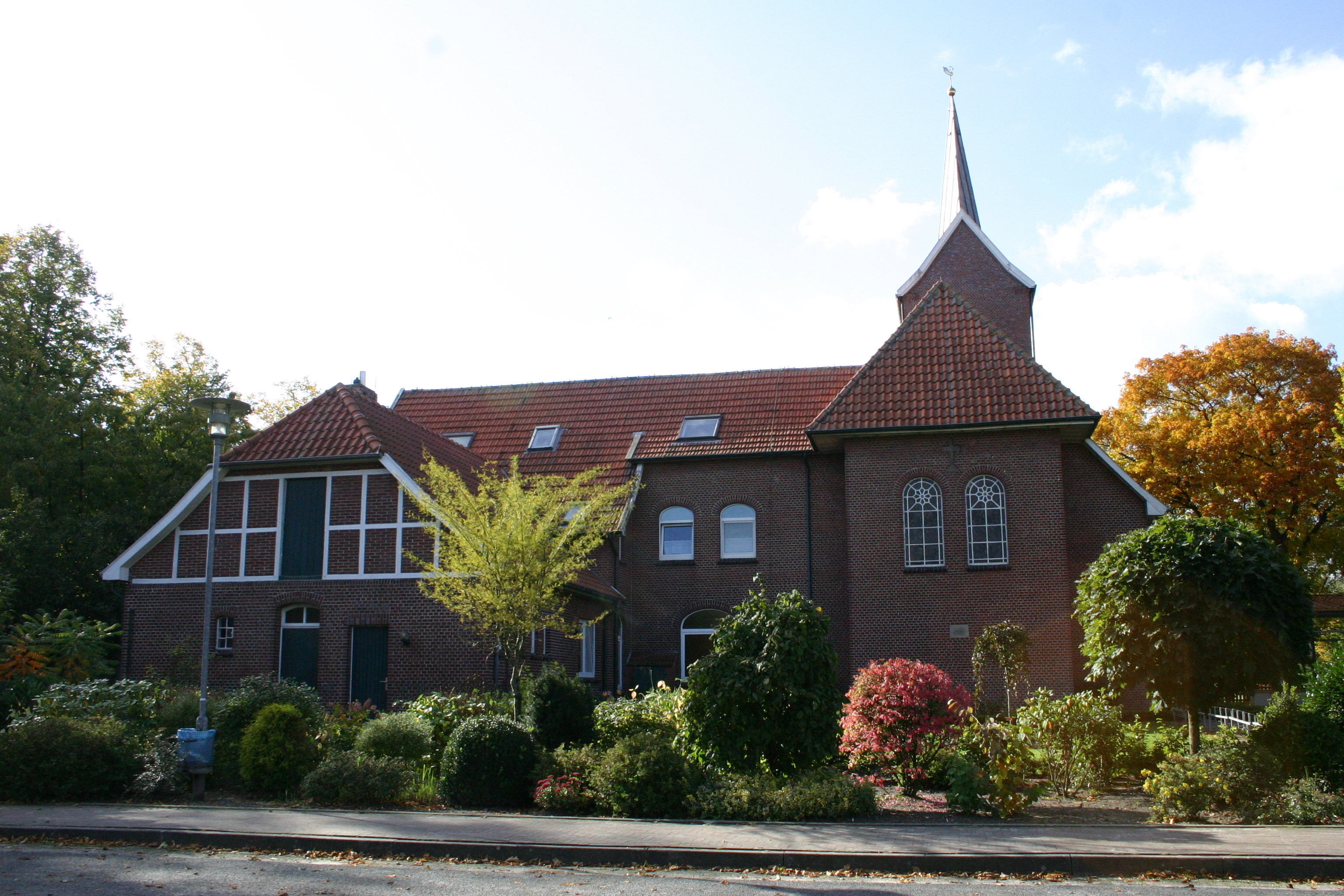
Die Andreaskirche

Der Bauplan der Firreler Kirche orientierte sich an typisch niedersächsischen Bauten, weshalb das Firreler Pfarrhaus an seinem rückwärtigen Giebel ein für Ostfriesland eher ungewöhnliches Fachwerk erhielt. In ihrem Inneren ist die Kirche schlicht gehalten. Die Kanzel stammt aus dem Jahr 1907. Im Zuge der Renovierung von 1985 wurde sie neu bemalt. Seither ist in jedem Segment eines der Ich bin-Worte Jesu aus dem Johannes-Evangelium zu lesen. Der Taufstein wurde im Erbauungsjahr der Kirche beschafft. Er enthält eine silberne Taufschale, die mit einer Umschrift aus dem Neuen Testament verziert ist.
Die beiden Buntglasfenster im Altarraum wurden im Zuge der Kirchenrenovierung 1954 eingebaut. Sie sind ein Werk des Kirchenmalers Hermann Oetken aus Delmenhorst und zeigen die Zwölf Apostel. Der Namenspatron Andreas ist auf dem linken Fenster zu sehen.
Der Altaraufsatz wurde 1908 gefertigt und 1954 vorübergehend entfernt. Im Zuge der Renovierung im Jahr 1985 wurde der Altar neu aufgemauert und der restaurierte Aufsatz wieder an seinen alten Platz verbracht. In seinem Zentrum ist eine Nachbildung des Abendmahls von Leonardo da Vinci zu sehen.
Die Orgel ist ein Werk der Firma Hendrik Jan Vierdag aus Enschede in den Niederlanden. Das einmanualige Instrument mit elf Registern wurde am 7. Juli 1971 seiner Bestimmung übergeben. Im Jahr 2002 wurde es durch Harm Dieder Kirschner aus Stapelmoor gereinigt, überholt und dabei klanglich verbessert, u. a. durch den Umbau eines Registers.